# BlizzCon
BlizzCon – coroczna konferencja, organizowana od 2005 roku przez Blizzard Entertainment, mająca na celu promocję gier komputerowych z uniwersów Warcraft, StarCraft, Diablo, Heroes of the Storm i Overwatch.

## Informacje o konferencji

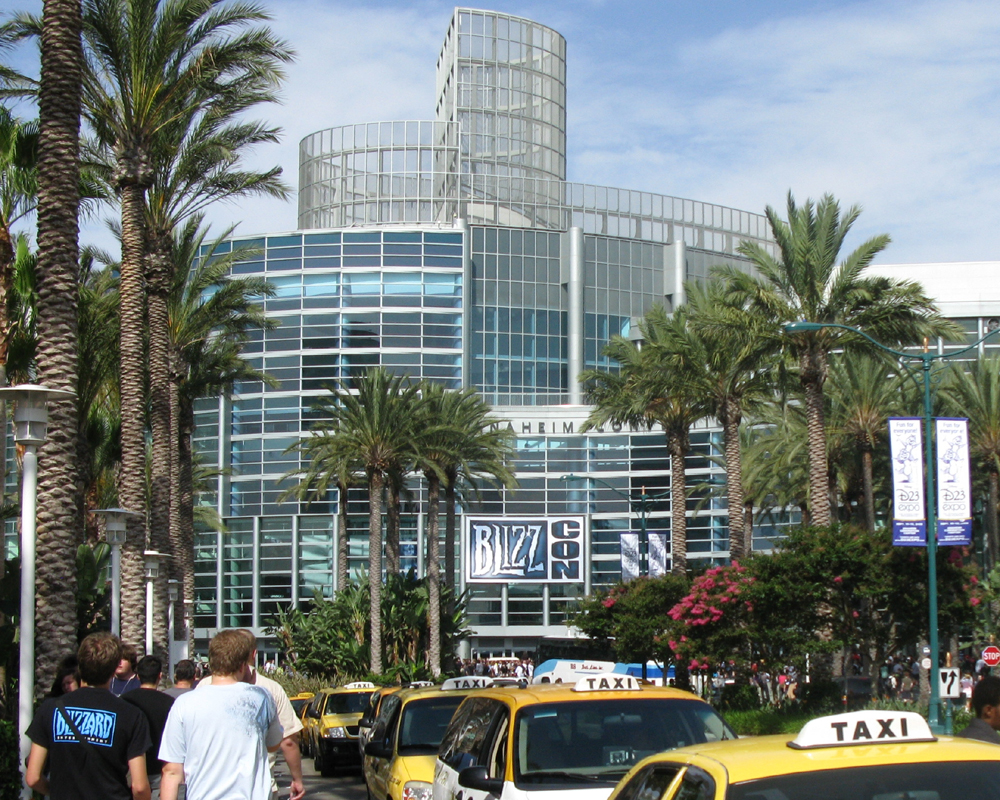
Anaheim Convention Center, miejsce w którym odbywa się BlizzCon.

Pierwsza edycja odbyła się w październiku 2005 roku w Anaheim Convention Center w Kalifornii, gdzie konferencja ma miejsce niemal co roku. Osoby, które wykupiły wcześniej bilet wstępu, mogą się dowiedzieć o datach wydania kolejnych części lub dodatków do gier, zobaczyć ich zapowiedzi, wziąć udział w sesji pytań i odpowiedzi oraz panelach z twórcami popularnych tytułów. Istnieje również możliwość wypróbowania grywalnych wersji dopiero co zapowiedzianych tytułów, jak i tych, będących już w zaawansowanej produkcji. Oprócz atrakcji dotyczących rozwoju gier, fani mogą wziąć udział w wielu konkursach, m.in. na najlepszy kostium i piosenkę.
Ostatniego dnia konferencji odbywa się koncert światowych gwiazd i zespołów związanych z Blizzardem. Do tej pory na BlizzConie wystąpili: The Offspring, Tenacious D, Foo Fighters, Ozzy Osbourne, Blink-182, Metallica oraz Linkin Park. Na kilku edycjach festiwalu występował thrash metalowy zespół pięciu pracowników Blizzard Entertainment, obecnie występujący pod nazwą Elite Tauren Chieftain (wcześniej zwany jako Level 10, 60, 70, 80, 90 oraz „The Artists Formerly Known as Level 80” Elite Tauren Chieftain), który gra utwory o tematyce gier Blizzarda.
Uczestnicy BlizzCon dostają torby promocyjne (tzw. „swag bag”), zawierające różne podarunki, związane z Blizzardem, w tym kody na dodatkową zawartość do gier lub figurki kolekcjonerskie. Na przykład w 2005 roku na BlizzCon można było dostać kod, który można było wymienić na zwierzę w grze World of Warcraft – był to „Murky”, młody murlok. Gracze mogli również otrzymać przepustki na zamknięte beta testy gier: World of Warcraft: The Burning Crusade w 2005 roku, World of Warcraft: Wrath of the Lich King w 2007 roku, StarCraft II w 2008 roku oraz Diablo III w 2010 roku.
Bilety na pierwszy BlizzCon w 2005 roku kosztowały 125US$ i pozwalały uczestniczyć w obu dniach konferencji, co pozostało bez zmian do chwili obecnej. W 2007 i 2008 roku ceny biletów zostały obniżone do 100$. W 2009 roku cenę z powrotem podniesiono do 125$. W 2010 roku cena biletów wzrosła do 150$. W 2011 roku cena ponownie wzrosła, tym razem do 175$, w którą wliczone były wszystkie występy, panele, konkursy oraz torby promocyjne. Natomiast w styczniu 2012 roku w związku z licznymi turniejami i premierami, Blizzard Entertainment ogłosił, że konferencja BlizzCon odbędzie się dopiero w 2013 roku. W dniu 19 lutego 2013 r. ogłoszono, że BlizzCon 2013 odbędzie się w dniach 8 i 9 listopada ponownie w Anaheim Convention Center w Anaheim w Kalifornii. W 2014 roku cena biletów na BlizzCon wzrosła do 199$. W latach 2015 i 2016 cena biletów pozostała bez zmian i wynosiła 199$.
Podobnym do BlizzConu wydarzeniem był Blizzard Worldwide Invitational, organizowany poza USA w latach 2004–2008. Piąta edycja WWI została odwołana, ponieważ została połączona z BlizzCon 2009.

## Edycje BlizzCon
| Edycja                       | Data                    | Liczba uczestników | Główne zapowiedzi | Cena biletu / Portal Pass | Cena wirtualnego biletu | Ceremonia zamknięcia                                        |
| ---------------------------- | ----------------------- | ------------------ | --- | ------------------------- | ----------------------- | ----------------------------------------------------------- |
| BlizzCon 2005                | 28–29 października 2005 | 8000+              | World of Warcraft: The Burning Crusade, tryb wieloosobowy StarCraft: Ghost                                                                                   | 100$ / –                  | –                       | The Offspring, Christian Finnegan, Jonathan Davis i L60ETC  |
| BlizzCon 2007                | 3–4 sierpnia 2007       | 13 000+            | World of Warcraft: Wrath of the Lich King, informacje nt. filmu World of Warcraft                                                                            | 100$ / –                  | –                       | Video Games Live, Jay Mohr i L70ETC                         |
| BlizzCon 2008                | 10–11 października 2008 | 15 000+            | StarCraft II jako trylogia, Diablo III klasa: Mage | 100$ / –                  | –                       | Video Games Live, Patton Oswalt, Kyle Kinane i L80ETC       |
| BlizzCon 2009                | 21–22 sierpnia 2009     | 20 000+            | World of Warcraft: Cataclysm, Diablo III klasa: Monk | 125$ / –                  | –                       | Ozzy Osbourne                                               |
| BlizzCon 2010                | 22–23 października 2010 | 27 000+            | Diablo III klasa: Demon Hunter, mod Blizzard DOTA | 150$ / –                  | 39,95$                  | Tenacious D i Dave Grohl                                    |
| BlizzCon 2011                | 21–22 października 2011 | 26 000–27 000+     | StarCraft II: Heart of the Swarm, World of Warcraft: Mists of Pandaria, trailery Blizzard DOTA i Diablo III "The Black Soulstone"                            | 175$ / –                  | 39,99$                  | Foo Fighters i L90ETC                                       |
| BlizzCon 2013                | 8–9 listopada 2013      | 26 000–27 000+     | World of Warcraft: Warlords of Draenor, beta-testy Hearthstone, Diablo III: Reaper of Souls, trailer Heroes of the Storm                                     | 175$ / –                  | 39,99$                  | Blink 182                                                   |
| BlizzCon 2014                | 7–8 listopada 2014      | 25 000–27 000+     | Overwatch, StarCraft II: Legacy of the Void, Gobliny vs. Gnomy                                                                                               | 199$ / –                  | 39,99$                  | Metallica i Elite Tauren Chieftains                         |
| BlizzCon 2015                | 6–7 listopada 2015      | 25 000–27 000+     | StarCraft II: Nova Covert Ops, trailer filmu Warcraft, Overwatch, World of Warcraft: Legion, Liga Odkrywców                                                  | 199$ / –                  | 39,99$                  | Linkin Park                                                 |
| BlizzCon 2016 (BlizzCon X)   | 4–5 listopada 2016      | 25 000–27 000+     | Sombra do Overwatch, Heroes of the Storm, Ciemne zaułki Gadżetonu, Diablo III klasa: Necromancer                                                             | 199$ / –                  | 39,99$                  | Weird Al Yankovic i Kristian Nairn                          |
| BlizzCon 2017                | 3–4 listopada 2017      | 35 000+            | World of Warcraft: Classic, World of Warcraft: Battle for Azeroth, StarCraft II free-to-play, Koboldy i katakumby                                            | 199$ / –                  | 39,99$                  | Muse                                                        |
| BlizzCon 2018                | 2–3 listopada 2018      | 40 000+            | Warcraft III: Reforged, Diablo Immortal, Rozróba Rastakana                                                                                                   | 199$ / –                  | 49,99$                  | Train, Kristian Nairn i Lindsey Stirling                    |
| BlizzCon 2019                | 1–2 listopada 2019      | 40 000+            | Diablo IV, World of Warcraft: Shadowlands, Wejście smoków, Overwatch 2                                                                                       | 229$ / 550$               | 49,99$                  | Fitz and The Tantrums, The Glitch Mob i Haywyre             |
| BlizzCon 2021 (BlizzConline) | 19–20 lutego 2021       | nd.                | Diablo II: Resurrected, World of Warcraft: Burning Crusade Classic, Zahartowani przez Pustkowia, Diablo IV klasa Rogue, Blizzard Arcade Collection           | Za darmo                  | nd.                     | Kristian Nairn, Metallica, Mamamoo, Lindsey Stirling i Mako |
| BlizzCon 2023                | 3–4 listopada 2023      | ???                | World of Warcraft: Worldsoul Saga (The War Within) i Cataclysm Classic, Diablo IV: Vessel of Hatred, Finałowe starcia na Bezludziu, Overwatch 2 postać Mauga | 299$ / 799$               | nd.                     | Le Sserafim                                                 |
| BlizzCon 2026                | 12–13 września 2023     | ???                | ??? | ???                       | ???                     | ???                                                         |

### Wydarzenia anulowane
BlizzCon odbywał się zazwyczaj co roku, jednakże został odwołany pięć razy w latach 2006, 2012, 2020, 2022, 2024 i 2025.
- Pierwsze odwołanie imprezy miało miejsce w 2006 roku bez podania przyczyny. Menadżerka społeczności World of Warcraft Nethaera stwierdziła, że: „Nie mamy planów na Blizzcon w tym roku, ale ze względu na jego sukces chcielibyśmy go powtórzyć w przyszłości” oraz dodała, że: „To nie miało być wydarzenie coroczne. To powiedziawszy, skupiamy się teraz na ekspansji, która jest dla nas najwyższym priorytetem”[71].
- Po raz drugi BlizzCon został odwołany w 2012 roku. Według menedżera społeczności Bashioka przyczyną było to, że Blizzard „mocno skupiał” nad „wydaniem wielu tytułów w tym roku i dlatego uważał, że mogą nie mieć nic wielkiego, nowego ani fajnego do omówienia”, dodając, że: „W świetle naszego napiętego harmonogramu zdecydowaliśmy się zorganizować kolejny BlizzCon w 2013 roku”. W 2012 roku ukazał się czwarty dodatek do World of Warcraft, Mists of Pandaria i Diablo III, a StarCraft II: Heart of the Swarm miało premierę w marcu 2013 roku[72][73].
- Konferencje w 2020 i 2021 roku zostały odwołane ze względu na pandemię COVID-19[74][75]. Natomiast 19 i 20 lutego 2021 roku odbyło się wirtualne wydarzenie o nazwie BlizzConline[76].
- BlizzCon 2022 miał odbyć się w zmodyfikowanej formie z wirtualnym programowaniem i „mniejszymi spotkaniami osobistymi”[77][78]. Zostało jednak ponownie odwołane w październiku 2021 roku, aby nadać priorytet „wspieraniu naszych zespołów oraz postępowi w rozwoju naszych gier i doświadczeń” oraz aby zapewnić czas na „wymyślenie na nowo” wydarzenia tak, aby było „bezpieczne, przyjazne i możliwie inkluzywne”. Anulowanie imprezy nastąpiło w związku z pozwem przeciwko spółce Activision Blizzard w stanie Kalifornia dotyczącym dyskryminacji pracowników[79][80].
- BlizzCon w 2024 roku również został odwołany, choć zapewniono, że powróci w przyszłości[81][82].
- BlizzCon 2025 również został odwołany w marcu 2025 roku bez określonego powodu, ale Blizzard oświadczył, że planuje zorganizować wydarzenie w 2026 roku i że „ważne jest, abyśmy zorganizowali wydarzenie godne naszej społeczności”[83].

## BlizzCon 2005
Pierwszy BlizzCon odbył się 28 i 29 października 2005 roku. Bilety kosztowały 125$, jednak ich liczba była niewielka w porównaniu do kolejnych edycji tej konferencji. Około 8 tys. osób wzięło udział w pierwszym BlizzConie.
Po raz pierwszy zainteresowani mogli wypróbować nowe rasy z nadchodzącego dodatku World of Warcraft: The Burning Crusade, który stał się najważniejszą atrakcją BlizzConu 2005. W zapowiedzi pierwszego dodatku do WoWa pojawiły się również tereny Outlandu, latające wierzchowce, tzw. „jewelcrafting”, lokacje (Karazhan czy Caverns of Time) oraz połączone domy aukcyjne. Podczas prezentacji skupiono się głównie na frakcji Hordy, ukazując tylko Krwawe Elfy; nowa rasa Draenei dla strony Przymierza nie została ujawniona, co rozczarowało część uczestników BlizzConu. Na konferencji zaprezentowano również StarCraft: Ghost przeznaczony na konsole PlayStation 2 i Xbox. Dostępne były grywalne dema trybów jednoosobowych i wieloosobowych. Odbył się również panel poświęcony tej grze, jednak nie znalazł on wielu zainteresowanych.
Odbył się również konkurs pisania piosenek, które były następnie oceniane przez Jonathana Davisa z zespołu Korn. Na koncercie wystąpili Level 60 Elite Tauren Chieftain, komik Christian Finnegan oraz punkrockowy zespół The Offspring, który zagrał podczas koncertu zamykającego.
Wśród podarunków, jakie otrzymali fani, były karty z dwoma specjalnymi kodami. Jeden z nich pozwalał uczestnikowi na rejestrację w zamkniętych beta testach dodatku The Burning Crusade, drugi natomiast udostępniał graczowi „Murky’ego”, zwierzątko murloka w grze.

## BlizzCon 2007
12 kwietnia 2007 roku Blizzard zapowiedział drugi BlizzCon, który odbył się w Anaheim Convention Center w dniach 3 i 4 sierpnia 2007 roku. W konferencji wzięło udział 13 tys. osób.
Największą atrakcją BlizzConu 2007 była zapowiedź drugiego dodatku do gry World of Warcraft, zatytułowanego Wrath of the Lich King. Na konferencji była możliwość zagrania w StarCrafta II w trybie jednoosobowym i 2na2 rasą terran lub prottosów. Ujawniono i omówiono dużo elementów gry oraz odbyły się sesje Q&A z uczestnikami BlizzConu. Mimo wszystko rasa zergów wciąż pozostawała nieujawniona.
Na konferencji odbył się również panel poświęcony filmowi Warcraft, w którym uczestniczyli wiceprezes ds. kreatywnego rozwoju Chris Metzen oraz szef Legendary Pictures Thomas Tull. Zapowiedziano, że film będzie umiejscowiony około roku po wydarzeniach z World of Warcraft. Wódz wojenny orków Thrall miał w nim odgrywać pewną rolę, lecz historia miała być opowiedziana z perspektywy Przymierza. Jak powiedziano na panelu „jest to absolutnie film wojenny”. Wówczas nie ujawniono jeszcze reżysera, ale debiut filmu był planowany na rok 2009, natomiast jego budżet miał wynosić 100 mln dolarów.
Na koncercie wystąpili Level 70 Elite Tauren Chieftain (który zmienił nazwę, aby odzwierciedlić nowy maksymalny poziom w The Burning Crusade) oraz komik Jay Mohr, który wystąpił na koncercie zamykającym wraz z grupą orkiestrową Video Games Live.
Torba promocyjna zawierała m.in. klucz na zamknięte beta testy nadchodzącego dodatku (Wrath of the Lich King), strój Murloka do użycia w World of Warcraft i podstawowe karty do gry karcianej World of Warcraft: Trading Card Game.

## BlizzCon 2008
12 maja 2008 roku Blizzard zapowiedział trzeci BlizzCon, który odbył się w dniach 10 i 11 października 2008 roku. W konferencji uczestniczyło około 15 tys. osób. Niestety zdobycie biletów było bardzo utrudnione, ponieważ Blizzard nie podał konkretnej godziny sprzedaży biletów. Po wielu problemach dopiero o godzinie 13:00 czasu lokalnego rozpoczęła się sprzedaż wejściówek, które sprzedały się w 15 minut. Ostatecznie organizator przeprosił za problemy oraz zaoferował 3000 biletów więcej.
Podczas ceremonii otwarcia prezes Blizzard Entertainment Michael Morhaime przedstawił trzecią klasę w grze Diablo III, maga, oraz zapowiedział podzielenie StarCrafta II na trzy części.
Podczas konwentu dla uczestników były dostępne grywalne wersje Diablo III, StarCrafta II i World of Warcraft: Wrath of the Lich King. Odbyły się również konkursy i turnieje gry karcianej World of Warcraft: Trading Card Game, gry z miniaturkami World of Warcraft oraz turnieje w StarCrafta, StarCrafta II, Warcraft III: The Frozen Throne i World of Warcraft. Natomiast w grywalnych wersjach demonstracyjnych StarCrafta II była już dostępna rasa zergów. Główną zapowiedzią Blizzarda na konferencji była informacja o wydaniu gry StarCraft II jako trylogii, gdzie każda z części byłaby poświęcona historii każdej z trzech ras z osobna i byłaby rozegrana w około trzydziestu misjach. Ponadto każda z części miałaby dawać dostęp do pełnej wersji trybu gry wieloosobowej.
Natomiast podczas konkursu kostiumów w 2008 roku pojawił uczestnik, który stworzył ogromnego żółwia z mechanicznymi nogami naśladującymi chodzenie. Sędziowie byli zaskoczeni wysiłkiem włożonym w stworzenie kostiumu i ogłosili go zwycięzcą. Blizzard nigdy nie przewidywał, że uczestnicy pójdą tak daleko, aby wygrać konkurs. W wyniku tego zmieniono zasady tworzenia kostiumów na kolejne BlizzCony.
Na sobotniej ceremonii zamknięcia, COO Blizzarda Paul Sams podziękował wszystkim za przybycie. Następnie podczas koncertu wystąpili komicy Kyle Kinane i Patton Oswalt oraz zespół Level 80 Elite Tauren Chieftain. Na zakończenie ceremonii zamknięcia wystąpiła grupa Video Games Live grając swoje aranżacje piosenek z różnych gier firmy Blizzard, w tym muzykę z World of Warcraft: Wrath of the Lich King, będącego wówczas w produkcji.
BlizzCon 2008 był transmitowany na żywo przez DirecTV jako wydarzenie w usłudze PPV przez osiem godzin każdego dnia w jakości HD. Jednakże transmisja strumieniowa była dostępna tylko w USA. W wyniku tego węgierska strona starcraft2.hu zrobiła petycję, aby transmisje były również dostępne za granicą. WoW Radio z oficjalnej strony fanowskiej Blizzarda nadawało na żywo audycję przez system SHOUTcast.

## BlizzCon 2009
17 lutego 2009 roku Blizzard zapowiedział czwarty BlizzCon, który odbył się po raz kolejny w Anaheim Convention Center w dniach 21 i 22 sierpnia 2009. W celu obniżenia frustracji zainteresowanych w związku z brakiem biletów podczas poprzednich BlizzConów, tym razem udostępniono cztery hale w miejsce dotychczasowych trzech (dzięki temu pula biletów na konferencję została zwiększona o ok. 5000 w porównaniu do 2008 roku). W konferencji wzięło udział 20 tys. osób.
Bilety można było kupić od 16 do 30 maja 2009 roku. Dla tej partii biletów Blizzard zrealizował całkowicie nowy system, przeznaczony do kupowania wejściówek na BlizzCon w znacznie łatwiejszy sposób niż w roku poprzednim. Nowy wdrożony system umożliwił skuteczną sprzedaż biletów drogą „online” każdemu, kto chciał je nabyć i tym samym nie powtórzyła się sytuacja z 2008 roku, kiedy sprzedaż odbyła się w sposób bardzo chaotyczny. W dniach 16-30 maja nowy system działał bez zarzutu, choć wiele osób nie mogło dostać biletów ze względu na krótki czas sprzedaży. Było również kilka kwestii technicznych związanych z przeglądarkami, które spowodowały, że duża liczba zainteresowanych nie była w stanie kupić wejściówek. Wiele osób skarżyło się także na to, że mimo zamieszkiwania w pobliżu Anaheim Convention Center i bardzo długiego czekania w kolejce, nie mogli oni zdobyć biletów, gdyż liczba przybyłych chętnych była tak duża, że mieszkańcy Anaheim znajdowali się na końcu kolejki. Ponadto Blizzard stworzył niewielką grę flashową o nazwie Failoc-alypse, w którą można było zagrać podczas oczekiwania w kolejce. 11 sierpnia 2009 roku Blizzard poinformował, że Ozzy Osbourne wystąpi na żywo podczas ceremonii zamknięcia BlizzCon 2009.
Główną atrakcją BlizzConu 2009 była zapowiedź trzeciego dodatku do World of Warcraft o nazwie Cataclysm, jednak zapowiedź nie wywołała wielkiej sensacji, ponieważ prawie wszystkie szczegóły dodatku wyciekły już tydzień wcześniej. Podczas konferencji ukazano m.in. odnowiony świat Azeroth. Uczestnicy BlizzConu mogli wypróbować obszary startowe worgenów i goblinów, ras wprowadzonych w Cataclysm oraz zagrać klasą mnicha w Diablo III.
Turnieje były organizowane przez portal GotFrag eSports i transmitowane na żywo na stronie BlizzConu. Powtórki z transmisji były później dostępne na stronie internetowej GotFrag. Na BlizzCon zaproszono najlepszych graczy w Starcrafta, Warcrafta III i World of Warcraft. Finaliści otrzymali nagrody pieniężne.
Podobnie jak w 2008 roku, DirecTV zrealizował transmisję na żywo jako wydarzenie w usłudze PPV (39,95$ za dwa dni), która była dostępna przez osiem godzin dziennie w jakości standardowej i wysokiej. Reportaże były wyświetlane na Channel 121 i 122 HD, a rozpoczynały się o godzinie 14 ET lub godzinie 11 PT, zarówno w piątek 21 sierpnia, jak i w sobotę 22 sierpnia 2009. Osoby, które skorzystały z oferty PPV otrzymały szczególny prezent w postaci kompana do gry World of Warcraft, „Grunty the Murloc Marine”. Nowością w 2009 roku była transmisja BlizzConu na żywo za pomocą internetu. Obejmowała ona dwa dni konferencji i zawierała wywiady, komentarze i główne wydarzenia sceniczne, w tym uroczystości otwarcia i zamknięcia oraz turnieje drużynowe. Cena była identyczna jak w przypadku transmisji telewizyjnej (39,95$ za dwa dni), również upominek był ten sam w postaci zwierzaka do World of Warcraft.

## BlizzCon 2010
W dniu 25 marca 2010 roku Blizzard zapowiedział piąty z kolei BlizzCon, który odbył się w dniach 22 i 23 października 2010 roku. W konferencji wzięło udział 27 tys. osób. Bilety na BlizzCon 2010 były sprzedawane w dniu 2 i 5 czerwca. Dostępna pula wejściówek rozeszła się w bardzo szybkim tempie, według serwisu ZAM pierwszego dnia bilety wysprzedano w zaledwie 23 minuty, natomiast drugiego w 28 minut. Ponadto w listopadzie 2009 r. na stronie internetowej Las Vegas Convention Center pojawiła się informacja, że konferencja BlizzCon 2010 odbędzie się właśnie tam. Jednak Blizzard bardzo szybko zdementował tę informację.
Na BlizzCon 2010 ujawniono łowczynię demonów, piątą i ostatnią grywalną klasę postaci w Diablo III oraz zaprezentowano stworzoną przez zespół Blizzarda modyfikację do StarCrafta II o nazwie „Blizzard DotA”, która później wyewoluowała w Heroes of the Storm.
W czasie konkursu tańca jeden z zawodników zwichnął kolano na scenie podczas wykonywania tańca Nieumarłego Mężczyzny z World of Warcraft. Natomiast turniej BlizzCon 2010 StarCraft II Invitational wygrał koreański gracz profesjonalny Jung Min-soo „Genius” z zespołu MVP, zwyciężając chińskiego gracza Yi Dai „Prime'a”.
Na ceremonii zamknięcia Blizzcon 2010 wystąpił zespół Tenacious D (Jack Black, Kyle Gass), któremu przygrywał na perkusji przez cały koncert Dave Grohl z zespołu Foo Fighters. Nagrania z koncertu zostały następnie udostępnione za darmo na stronie internetowej Live Music Archive, działającej w ramach Internet Archive. Natomiast po zakończeniu BlizzConu wydano płytę winylową pt. Revolution Overdrive: Songs of Liberty.
Podobnie jak w 2009 roku, BlizzCon 2010 był dostępny na żywo za pośrednictwem transmisji online (dzięki „wirtualnemu biletowi” można było obejrzeć relację na blizzcon.rayv.com) oraz w telewizji dzięki DirecTV jako wydarzenie Pay Per View. „BlizzCon Virtual Ticket” dawał dostęp do czterech transmisji na żywo, dając w sumie ponad 50 godzin relacji w jakości HD. Wszystkie osoby, które kupiły ten bilet otrzymały kompana do gry World of Warcraft, murloka „Deathy” i przedmioty do gry StarCraft II. Natomiast DirecTV ponownie przeprowadził transmisję na żywo jako wydarzenie PPV (39,95$ za dwa dni) przed dziesięć godzin dziennie w jakości standardowej i wysokiej. Reportaże były wyświetlane na Channel 121 i 122 HD, a rozpoczynały się o godzinie 14 ET lub godzinie 11 PT, zarówno w piątek 22 października, jak i w sobotę 23 października 2010. Nabywcy oferty PPV, podobnie jak w przypadku „wirtualnego Biletu”, otrzymali za darmo prezent w postaci kompana do gry World of Warcraft, murloka „Deathy” oraz przedmioty do StarCrafta II.

## BlizzCon 2011
7 lutego 2011 roku Blizzard zapowiedział szósty BlizzCon, który odbył się 21 i 22 października 2011 roku. Wzięło w nim udział 26 tys. osób.
25 lipca Blizzard uruchomił oficjalną stronę społecznościową, poświęconą BlizzConowi, na której pojawiają się wszystkie najnowsze i najważniejsze informacje dotyczące imprezy. Cena normalnego biletu na BlizzCon była droższa 25$ niż w roku 2010, w wyniku czego wynosiła 175$ za dwa dni konferencji. Były sprzedawane w dwóch turach, 21 i 25 maja 2014 roku. Z kolei trzy dni później sprzedawano 200 biletów na kolację charytatywną poprzedzającą BlizzCon i zorganizowaną na rzecz szpitala dziecięcego CHOC Children’s w hrabstwie Orange w Kalifornii; dodatkowe bilety można było nabyć jeszcze 8 czerwca 2014. Wejściówka dla dwóch osób na kolację kosztowała 500$. Następnie 3 sierpnia 2014 Blizzard rozpoczął sprzedaż „wirtualnych biletów”, pozwalających na dostęp do relacji wszystkich najważniejszych wydarzeń z imprezy w postaci wielokanałowego streamu internetowego. Transmisja z konferencji odbywała się za pomocą platformy DirecTV i była dostępna w ramach „wirtualnego biletu”, kosztującego 39,95$ (29,99€) i dającego dostęp do zawartości bonusowej dla gier World of Warcraft i StarCraft II. Ponadto deweloper przygotował dla uczestników aplikację „Przewodnik po BlizzCon 2011” na urządzenia mobilne z Androidem, smartfony iPhone i odtwarzacze iPod touch.
Ceremonię otwarcia rozpoczął tradycyjnie CEO spółki Michael Morhaime, który powitał uczestników konferencji, przypomniał o 20-leciu Blizzarda oraz omówił zawartość edycji kolekcjonerskiej Diablo III. Potem został zaprezentowany filmik na 15-lecie serii Diablo. Następnie na scenie pojawił się wiceprezes ds. rozwoju franczyzy Chris Metzen. Podczas jego wystąpienia pokazano nowy zwiastun zapowiadający Diablo III o nazwie „The Black Soulstone” oraz filmik z Blizzard DotA, będącego wówczas mapą niestandardową (modem) do StarCrafta II. Następnie zaprezentowano zapowiedź Heart of the Swarm, a w niej nowe jednostki, umiejętności i zarys fabuły z dodatku do StarCrafta II. Jednak głównym punktem ceremonii otwarcia była oficjalna odsłona Mists of Pandaria, czwartego dodatku do World of Warcraft, który wprowadził m.in. nową grywalną rasę czy nowy kontynent.
W trakcie BlizzConu 2011 odbyło się wiele paneli dyskusyjnych poświęconych nowościom i zmianom w poszczególnych grach Blizzarda. Na samym początku odbyła się szersza prezentacja dodatku World of Warcraft: Mists of Pandaria. Następnie omówiono nowości w StarCraft II: Heart of the Swarm, w tym głównie fabułę dodatku (z Sarah Kerrigan na czele) oraz zmiany w grze wieloosobowej, w skład których wchodziło siedem nowych jednostek oraz szereg poprawek dla tych już istniejących. Podczas jednego z paneli StarCraft II pokazano również Blizzard DotA oraz poruszono kwestię narzędzi moderskich Blizzarda. Odbył się również panel poświęcony Diablo III, podczas którego omówiono rozgrywkę oraz działanie domu aukcyjnego.
Po raz kolejny Blizzard był gospodarzem, organizowanych przez siebie turniejów: jednego w StarCrafta II i jednego w World of Warcraft. W rozgrywkach BlizzCon 2011 StarCraft II Invitational pierwsze miejsce zajął Koreańczyk Jung Jong-hyun „Mvp”, drugie miejsce jego kolega z drużyny Lim Jae-duk „NesTea”, natomiast miejsce trzecie przypadło Chińczykowi Yang Chia-chengowi „Sen'owi”. W dniu 12 lipca 2011 roku serwis GOMTV.net, zapowiedział, że finał turnieju 2011 Global StarCraft II League October odbędzie w Anaheim w czasie trwania BlizzConu. Mun Seong-won „MMA” i Jung Jong-hyun „Mvp” przybyli do Anaheim, aby uczestniczyć w finale ze względu na swoje sukcesy w Korei Południowej. Ostatecznie „MMA” pokonał „Mvp” 4:1. Następnie GOMTV wydało minifilm dokumentalny, przedstawiający m.in. przeżycia koreańskiego gracza na BlizzCon. W dniu 18 października 2011 ogłoszono, że czterej pro-gracze Brood War, tj. „Bisu”, „Jaedong”, „Jangbi” i „Fantasy” zostali zaproszeni na BlizzCon. Początkowo nie było wiadomo, czy będą oni promować Brood War, StarCraft II czy może obie te gry, jednak później ujawniono, że nie odbyły się żadne mecz z ich udziałem, a jedynie zostali zaproszeni w celu zobaczenia na żywo finałów GSL.
Na ceremonii zamknięcia wystąpił własny zespół Blizzarda, The Artist Formerly Known as Level 80 Elite Tauren Chieftains (TAFKL80ETC), który w połowie koncertu oficjalnie zmienił nazwę Level 90 Elite Tauren Chieftains (L90ETC), natomiast konferencję zamknął występ zespołu Foo Fighters.

## BlizzCon 2013
Na początku 2012 roku Blizzard ogłosił, że BlizzCon 2012 nie odbędzie ze względu na dużą liczbę premier i turniejów, w wyniku czego przesunięto konferencję na rok następny. Ostatecznie w dniu 19 lutego 2013 roku Blizzard ogłosił, że siódmy BlizzCon odbędzie się Anaheim Convention Center w dniach 8 i 9 listopada 2013 roku. W konferencji wzięło udział ponad 26 tys. osób, a ponad 4,5 mln ludzi oglądało transmisję.
Standardowy bilet na BlizzCon kosztował, podobnie jak w 2011 roku, 175$ i obejmował wszystkie atrakcje podczas dwudniowej konferencji. Bilety były sprzedawane w dwóch turach, w dniach 24 i 27 kwietnia 2013 roku, jednak rozeszły się one bardzo szybkim tempie. Ponadto 2 maja 2014 sprzedawano specjalne bilety, które obejmowały dostęp na charytatywną kolację poprzedzającą BlizzCon. Taka wejściówka kosztowała 500$, a ich liczba była bardzo ograniczona (200). Wszystkie pieniądze zebrane dzięki tej kolacji dobroczynnej zostały przekazane na rzecz szpitala dziecięcego CHOC Children’s w hrabstwie Orange w Kalifornii. Bilety na kolację charytatywną również zostały wyprzedane bardzo szybko, tego samego dnia. Od 12 września 2013 Blizzard ponownie sprzedawał „wirtualne Bilety” za 39,95$, umożliwiające oglądanie przez internet w jakości HD wszystkich głównych wydarzeń na BlizzCon 2013 i dające dostęp do zawartości bonusowej do czterech gier.
Na ceremonii otwarcia jako pierwszy pojawił się CEO Blizzarda Michael Morhaime, który tradycyjnie podziękował uczestnikom za przybycie i przypomniał o przypadającym na ten rok 15-leciu StarCrafta. Następnie pokazano „Cinematic Trailer” z Heroes of the Storm, a dyrektor gry Dustin Browder przedstawił rozgrywkę z wersji alfa gry. Z kolei na scenie pojawił się CCO Rob Pardo, który powiedział szerzej o Hearthstone: Heroes of Warcraft, zapowiedział beta testy oraz wydanie gry na iPhone'a i Androida. Ponadto przedstawił wstępne informacje na temat filmu pt. Warcraft. Jednak głównym punktem konwentu było wystąpienie wiceprezesa ds. rozwoju franczyzy Chrisa Metzena, który oficjalnie zapowiedział piąty dodatek do World of Warcraft, zatytułowany Warlords of Draenor; na koniec jego wystąpienia został pokazany „Announcement Trailer”.
W trakcie BlizzConu 2013 odbyło się wiele paneli dyskusyjnych poświęconych nowościom i zmianom w poszczególnych grach Blizzarda. Na początek miała miejsce prezentacja nowego dodatku Warlords of Draenor. Następnie zapowiedziano dodatek Diablo III: Reaper of Souls na PC i PS4, który oferował m.in. nową klasę czy 70 poziom postaci. Później omówiono przyszłość i nowości w grach Hearthstone oraz Heroes of the Storm. Podczas imprezy wspomniano również, że Blizzard planuje odnowienie trzech strategii z serii Warcraft. Ponadto odbył się panel dotyczący filmu Warcraft, podczas którego reżyser Duncan Jones, Bill Westenhofer oraz pracownicy Blizzarda Rob Pardo, Chris Metzen i Nick Carpenter opowiedzieli o filmie i pokazali kilka wczesnych grafik koncepcyjnych.
Wśród wydarzeń zaplanowanych na BlizzCon 2013 były również finały rozgrywek StarCraft II World Championship Series 2013 oraz turnieje World of Warcraft Arena Global Invitational i Innkeeper’s Invitational w Hearthstone: Heroes of Warcraft. Ostatecznie turniej StarCrafta II wygrał Koreańczyk Kim Yoo-jin „sOs”, który pokonał swojego rodaka Lee Jae-donga „Jaedonga” 4:1, trzecie miejsce przypadło Koreańczykowi Choi Ji-sungowi „Bomber'owi”. Mistrzostwa w World of Warcraft – współkomentowane przez amerykańskiego komika Conana O’Briana – wygrała drużyna Skill-Capped (w składzie Alex „Sodah” Ringe, Rodney „Talbadar” Pare i Adam „Chanimal” Chan), pokonując 4:0 grupę MiR. Z kolei rozgrywki w Hearthstone wygrał amerykański komentator i gracz SCII Dan „Artosis” Stemkoski, pokonując 3:2 Octaviana „Kripparriana” Morosana, gracza Diablo III.
Na sobotniej ceremonii zamknięcia, COO Blizzarda Paul Sams podsumował wszystkie najważniejsze wydarzenia z konferencji i podziękował wszystkim za przybycie, a następnie wystąpił południowokalifornijski punkrockowy zespół Blink-182.

## BlizzCon 2014
22 kwietnia 2014 roku ogłoszono, że ósmy BlizzCon odbędzie w dniach 7 i 8 listopada 2014 roku po raz kolejny w Anaheim Convention Center w Anaheim w Kalifornii. W konferencji wzięło udział ponad 25 tys. osób.
Cena standardowego biletu na BlizzCon była droższa o niemal 25$ niż w roku poprzednim, w wyniku czego wynosiła 199$ za dwa dni konferencji. Bilety na imprezę były sprzedawane w dwóch turach, w dniach 8 i 10 maja 2014 roku. Ponadto od 14 maja sprzedawano 200 biletów na kolację charytatywną zorganizowaną na rzecz szpitala dziecięcego CHOC Children’s w hrabstwie Orange w Kalifornii. Wejściówka na kolację kosztowała 750$ (250$ wyższa cena niż w roku 2013), a bilety na nią zostały wysprzedane do 20 maja 2014. Ponadto w tym roku sprzedaż biletów na BlizzCon i kolację charytatywną odbywała się pośrednictwem internetowej usługi Eventbrite zamiast jak dotychczas Blizzard Store. Ponadto od 4 września 2014 roku Blizzard rozpoczął sprzedaż „wirtualnych biletów”, umożliwiających oglądanie przez internet wszystkich głównych wydarzeń na BlizzCon. Transmisja z konferencji odbywała się za pomocą platformy DirecTV i była dostępna w jakości HD w ramach „wirtualnego biletu”, kosztującego 39,99$ i dającego dostęp do zawartości bonusowej do pięciu gier Blizzarda. Ponadto z okazji imprezy Blizzard przygotował aplikację „BlizzCon Guide” (pl. „BlizzCon 2014 – przewodnik po konwencie”) na urządzenia mobilne z Androidem, smartfony iPhone i odtwarzacze iPod touch.
Na ceremonii otwarcia CEO Blizzarda Michael Morhaime podziękował zgromadzonym za przybycie oraz wspomniał, że na 2014 rok przypadło 20-lecie Warcrafta i 10-lecie World of Warcraft. Ponadto poruszył kwestię filmu Warcraft, który pojawi się w marcu 2016. Następnie został pokazany „Features Trailer” z Heroes of the Storm, który zapowiedział beta testy na 2015 rok oraz ukazał nowości, które zostały dodane do gry. Z kolei na scenie pojawił się Jason Chayes, dyrektor produkcji Hearthstone, który zapowiedział dodatek o nazwie Hearthstone: Goblins vs. Gnomes na grudzień 2014 roku. Następnie dyrektor gry Dustin Browder zapowiedział drugi dodatek StarCrafta II o nazwie Legacy of the Void; podczas jego wystąpienia został pokazany trailer „Oblivion” i wspomniano, że dodatek pojawi się jako samodzielny produkt (standalone). Jednak głównym punktem ceremonii otwarcia było wystąpienie wiceprezesa ds. rozwoju franczyzy Chrisa Metzena (później dołączył do niego dyrektor gry Jeffrey Kaplan), który oficjalnie zapowiedział pierwszą od 17 lat nową grę Blizzarda o nazwie Overwatch, będącą strzelanką drużynową osadzoną w futurystycznym świecie.
W trakcie BlizzConu 2014 odbyło się wiele paneli dyskusyjnych poświęconych nowościom i zmianom w poszczególnych grach Blizzarda. Początkowo odbyła się prezentacja nowej gry Overwatch. Następnie omówiono przyszłość Diablo III i World of Warcraft oraz pokazano nowości w Heroes of the Storm, w skład których wchodziły cztery nowe postacie, dwie nowe mapy i tryb rankingowy. Na koniec przedstawiono kampanię Legacy of the Void (z Artanisem na czele) oraz zmiany w grze wieloosobowej w StarCraft II obejmujące pięć nowych jednostek oraz nowe tryby kooperacyjne: Archon Mode i Alied Commanders. Podczas imprezy miało być również zaprezentowane nowe MMO o nazwie „Project Titan”, jednak został anulowany kilka miesięcy wcześniej, a część materiałów z „Titana” wykorzystano do stworzenia Overwatcha. Ponadto odbył się panel dotyczący filmu Warcraft, podczas którego reżyser Duncan Jones, nadzorca od efektów specjalnych Bill Westenhofer, Chris Metzen oraz aktor Rob Kazinsky omówili przewidziany na 2016 rok film. Ujawniono m.in. wygląd niektórych bohaterów, stroje i uzbrojenie wykorzystane podczas produkcji, pierwsze plakaty oraz obsadę filmu.
Wśród wydarzeń zaplanowanych na BlizzCon 2014 były również finały rozgrywek StarCraft II World Championship Series Global Finals 2014, World of Warcraft Arena World Championship 2014, Hearthstone World Championship 2014 oraz BlizzCon Exhibition Tournament będący turniejem pokazowym Heroes of the Storm. Rozgrywki w StarCrafta II wygrał Koreańczyk Lee „Life” Seung-hyun, pokonując 4:1 swojego rodaka Muna „MMA” Seonga-wona, trzecie miejsce zajął Koreańczyk Kim „Classic” Doh-woo. Mistrzostwa w World of Warcraft ostatecznie wygrała drużyna Bleached Bones (w składzie: Sergei „Lagyna” Gaponov, Martin „Loony” Moazzez i Anton „Lazerchicken” Engström), pokonując grupę Skill-Capped EU 4:2. Z kolei rozgrywki w Hearthstone wygrał Amerykanin James „Firebat” Kostesich, który pokonał 3:0 Chinczyka Wanga „Tiddler Celestial” Xieyu, trzecie miejsce zajęli ex aequo Koreańczyk Baek „Kranich” Hak-jun oraz Amerykanin Daniel „DTwo” Ikuta. Ostatnim z organizowanych turniejów był pierwszy oficjalny turniej w Heroes of the Storm, który wygrał zespół Cloud 9, pokonując Evil Geniuses 3:0.
Na sobotniej ceremonii zamknięcia standardowo wystąpiły dwa zespoły. Najpierw na scenę wyszedł Level 90 Elite Tauren Chieftain, który w trakcie koncertu oficjalnie zmienił nazwę, tym razem na Elite Tauren Chieftain (ETC). Natomiast konferencję zamknął występ zespołu heavymetalowego Metallica.

## BlizzCon 2015
12 marca 2015 roku Blizzard ogłosił, że dziewiąty z kolei BlizzCon odbędzie się w dniach 6 i 7 listopada 2015 roku tradycyjnie w Anaheim Convention Center w Anaheim w Kalifornii. W konferencji wzięło udział ponad 25 tys. osób, a transmisję z niej oglądało ponad 10 mln ludzi.
Cena standardowego biletu na BlizzCon pozostała bez zmian w porównaniu do roku poprzedniego, w wyniku czego wynosiła 199$ za dwa dni konferencji. Bilety na imprezę były sprzedawane w dwóch partiach, w dniach 16 i 18 kwietnia 2015 roku, jednakże zostały „wysprzedane natychmiastowo”. Z kolei 22 kwietnia sprzedawano 200 biletów na charytatywną kolację zorganizowaną na rzecz szpitala dziecięcego CHOC Children’s w hrabstwie Orange w Kalifornii. Wejściówka na kolację, tak samo jak w roku poprzednim, kosztowała 750$, a bilety na nią zostały wyprzedane do 28 kwietnia 2015. Sprzedaż wejściówek na BlizzCon i kolację charytatywną odbywała się, podobnie jak w roku poprzednim, za pośrednictwem usługi internetowej Eventbrite. 19 września 2015 roku rozpoczęto sprzedaż „wirtualnych biletów”, umożliwiających oglądanie przez internet wszystkich najważniejszych wydarzeń na BlizzCon. Ponadto ich nabywcy po raz pierwszy w historii mieli możliwość zakupu torby z upominkami, jaką dostają wszyscy uczestnicy imprezy. Transmisja z konferencji odbywała się za pomocą platformy DirecTV i była dostępna w jakości HD w ramach „wirtualnego biletu”, kosztującego 39,99$ (29,99€) i dającego dostęp do zawartości dodatkowej do pięciu gier Blizzarda. Podobnie jak w roku poprzednim deweloper z okazji imprezy przygotował aplikację „BlizzCon 2015 Guide” (pl. „Przewodnik po BlizzConie 2015”) na urządzenia mobilne z systemem Android i iOS.
Na ceremonii otwarcie pierwszy pojawił się CEO Blizzarda Michael Morhaime, który podziękował zgromadzonym za przybycie. Wspomniał o przypadającym na grudzień 2015 20-leciu Warcraft II: Tides of Darkness oraz zaprezentował zwiastun premierowy StarCraft II: Legacy of the Void o nazwie „Legacy”. Zapowiedział również wsparcie dla gry po premierze oraz nowe pakiety misji w przyszłości, co zostało zwieńczone zapowiedzią Nova Covert Ops. Z kolei na scenie na krótko pojawił się Duncan Jones, reżyser filmu Warcraft: Początek oraz sześciu aktorów; zaprezentowano trailer filmu z datą premiery na czerwiec 2016. Następnie dyrektor gry Dustin Browder przedstawił nowości do Heroes of the Storm. Po nim pojawił się Eric Dodds, dyrektor gry Hearthstone, który zapowiedział trzeci tryb przygodowy o nazwie Liga Odkrywców, mający pojawić się przed końcem 2015 roku. Z kolei wiceprezes i dyrektor gry Overwatch Jeff Kaplan zaprezentował zwiastun rozgrywki z nowościami oraz filmik dot. specjalnej wersji gry o nazwie Overwatch: Origins Edition. Zapowiedział również pojawienie się gry na konsole PlayStation 4 i Xbox One oraz premierę na wiosnę 2016. Jednak głównym punktem ceremonii otwarcia było wystąpienie wiceprezesa ds. rozwoju franczyzy Chrisa Metzena, który oficjalnie zapowiedział szósty dodatek do World of Warcraft o nazwie Legion; pokazany został „Cinematic Trailer” z datą wydania na lato 2016 roku.
Podczas BlizzConu 2015 odbyło się wiele paneli poświęconych nowościom i zmianom w poszczególnych grach Blizzarda. Na początku odbyła się prezentacja nowego dodatku World of Warcraft: Legion. Następnie pokazano nowości w Heroes of the Storm, w skład których wchodziły trzy nowe postacie, nowa mapa i tryb gry Arena. Potem odbyły się kolejno panele dotyczące nowości w grach Hearthstone (tryb przygodowy Liga Odkrywców i nowe karty) i Overwatch (trzy nowe postacie i nowa mapa Hollywood). W międzyczasie odbyły się dwa pomniejsze panele StarCraft II nakreślające przyszłość trylogii po wydaniu trzeciego epizodu, w tym przedstawiono nadchodzące nowości oraz zmiany w trybie jedno- i wieloosobowym. Ponadto odbył się panel dotyczący gry Diablo III, podczas którego omówiono przyszłą aktualizację, wprowadzającą nowe rzeczy i zmiany do rozgrywki.
Wśród wydarzeń na BlizzCon 2015 były również finały rozgrywek organizowanych przez Blizzarda, w tym: StarCraft II World Championship Series Global Finals 2015, World of Warcraft Arena World Championship 2015, Hearthstone World Championship 2015 oraz Heroes of the Storm World Championship 2015. Turniej w StarCrafta II wygrał Koreańczyk Kim „sOs” Yoo-jin, pokonując 4:3 swojego rodaka Lee „Life” Seunga-hyuna, trzecie miejsce zajął Koreańczyk Kim „Classic” Doh-woo. Z kolei mistrzostwa World of Warcraft wygrała drużyna SK Gaming (w składzie Simon Boetar Heinks, Fabio Fabss Nardelli, Joe Joefernandes Fernandes i René Swapxy Pinkera), pokonując zespół Skill-Capped EU 3:2. Z kolei rozgrywki w Hearthstone wygrał Szwed Sebastian „Ostkaka” Engwall, pokonując 3:0 Kanadyjczyka Dylana „Hotform” Mullinsa, trzecie miejsce zajął gracz holenderski Thijs „Thijs” Molendijk. Ostatnim z organizowanych turniejów były rozgrywki w Heroes of the Storm, które wygrał zespół Cloud 9, pokonując Team Dignitas 3:0.
Na sobotniej ceremonii zamknięcia, dyrektor ds. rozwoju Blizzarda Frank Pearce podsumował wszystkie najważniejsze wydarzenia z konferencji i podziękował wszystkim za przybycie, a następnie wystąpił amerykański zespół rockowy Linkin Park.

## BlizzCon 2016
6 kwietnia 2016 roku zapowiedziano, że dziesiąty BlizzCon odbędzie się w dniach 4 i 5 listopada tegoż samego roku w centrum konferencyjnym Anaheim Convention Center w Anaheim w Kalifornii. Ze względu na jubileusz 10 edycji sygnowany również jako BlizzCon X. W konferencji wzięło udział ponad 25 tys. osób, a transmisję z niej oglądało ponownie ponad 10 mln ludzi (tym samym odnotowano rekordową liczbę biletów pay-per-view sprzedaną przez DirecTV).
Cena standardowego biletu na BlizzCon pozostała bez zmian w porównaniu do dwóch poprzednich BlizzConów i wynosiła 199$ za dwa dni konferencji. Bilety były sprzedawane standardowo w dwóch partiach, 21 i 23 kwietnia 2016 roku; zostały jednak „wyprzedane w ciągu kilku minut”. Następnie 27 kwietnia odbyła się sprzedaż 200 biletów na charytatywną kolację zorganizowaną na rzecz szpitala dziecięcego CHOC Children’s w hrabstwie Orange w Kalifornii. Wejściówka na kolację, tak samo jak w latach poprzednich, kosztowała 750$, a bilety na nią zostały wyprzedane do 28 kwietnia 2016. Sprzedaż biletów na imprezę oraz kolację charytatywną odbywała się tym razem za pośrednictwem usługi internetowej Universe. 19 maja Blizzard udostępnił nowe forum poświęcone BlizzConowi. Z kolei 25 lipca 2016 roku uruchomiono tradycyjną sprzedaż „wirtualnych biletów”, umożliwiających oglądanie przez internet wszystkich najważniejszych wydarzeń na BlizzConu i zakupu torby z upominkami, jaką dostają uczestnicy konferencji. Transmisja z konferencji odbywała się za pomocą platformy DirecTV w jakości HD w ramach „wirtualnego biletu”, będącego w cenie 39,99$ (29,99€) i dającego dostęp do zawartości dodatkowej do sześciu gier Blizzarda. Podobnie jak w latach poprzednich Blizzard przygotował aplikację „BlizzCon 2016 Guide” (pl. „Przewodnik po BlizzConie 2016”) na urządzenia mobilne z systemem Android i iOS.
Przed ceremonią otwarcia zaprezentowano materiał filmowy o 25-leciu firmy Blizzard Entertainment. Samą ceremonię tradycyjnie rozpoczął prezes Michael Morhaime, który wspomniał, że na 2016 rok przypadła 10. edycja BlizzConu, 25-lecie firmy oraz w grudniu 20-lecie serii Diablo. Dodał również, że do spółki wrócił jeden z jej założycieli, Allen Adham. Następnie zaprezentował zapowiedź–film animowany „Infiltration”, dot. nowej postaci, Sombry oraz omówił nowości do gry Overwatch. Potem zapowiedział wydanie ostatniej części Nova Covert Ops oraz nowego dowódcę do kooperacji w LotV. Pod koniec jego wystąpienia pojawił się Oriol Vinyals, badacz z firmy Google, który ogłosił nawiązanie współpracy pomiędzy Blizzardem a zespołem DeepMind pracującym nad sztuczną inteligencją. W wyniku tego StarCraft II posłuży do prac nad rozwojem SI. Z kolei na scenie pojawił się dyrektor produkcji Kaéo Milker, który przedstawił nowości do Heroes of the Storm oraz zaprezentował zwiastun nowych postaci pt. „Forged by Fire”. Następnie dyrektor wykonawczy Hamilton Chu zapowiedział wydanie czwartego dodatku do Hearthstone o nazwie Ciemne zaułki Gadżetonu; pokazano „Cinematic Trailer” dodatku. Głównym punktem ceremonii otwarcia było wystąpienie dyrektora ds. rozwoju Franka Pearce'a, który zastąpił Chrisa Metzena z powodu jego odejścia z firmy kilka miesięcy wcześniej. Pearce oficjalnie zapowiedział na rok 2017 dodanie do Diablo III siódmej klasy postaci, Nekromanty oraz wydanie specjalnej aktualizacji (na 20-lecie serii) inspirowanej grą Diablo, która wprowadzi tymczasowo wyprawę do starego Tristram.
Podczas tegorocznej konferencji odbyło się także wiele paneli dyskusyjnych, poświęconych nowościom i zmianom w grach Blizzarda. Pierwsza odbyła się prezentacja nowego dodatku Hearthstone: Ciemne zaułki Gadżetonu. Następnie odbył się panel Overwatch, na którym omówiono postać Sombry oraz zaprezentowano dwie nowe mapy i tryb Arcade. Potem odbyły się kolejno panele, podczas których omówiono nowości do Heroes of the Storm (dwie nowe postacie i nowa mapa) i World of Warcraft: Legion (dwie aktualizacje z nową zawartością). W międzyczasie odbyły się dwa pomniejsze panele o przyszłości StarCraft II; m.in. przedstawiono nadchodzące zmiany i nowości dotyczące głównie trybu wieloosobowego, w tym kooperacji. Ostatnim ważniejszym panelem był ten dotyczący Diablo III, podczas którego omówiono nowa klasę postaci, nowe rzeczy i zmiany do rozgrywki oraz rocznicowe wydarzenie w grze o nazwie „Darkening of Tristram”, czyli zawartość inspirowaną Diablo.
Podczas BlizzConu 2016 odbyły się również finały rozgrywek organizowanych przez firmę Blizzard, w tym: StarCraft II World Championship Series Global Finals 2016, World of Warcraft Arena World Championship 2016, Hearthstone World Championship 2016 oraz Heroes of the Storm Fall Championship 2016 oraz po raz pierwszy zorganizowany Overwatch World Cup. W turnieju StarCraft II zwyciężył Koreańczyk „Byun” Hyun-woo, który pokonał swojego rodaka Parka „Dark” Ryung-woo 4:2; trzecie miejsce zajął Polak Mikołaj „Elazer” Ogonowski. Mistrzostwa World of Warcraft Arena wygrała drużyna Splyce, pokonując zespół Method NA 4:3. Z kolei rozgrywki w Hearthstone wygrał Rosjanin Pavel „Pavel” Beltukov, który pokonał 4:2 ukraińskiego gracza Artema „DrHippi” Kravetsa, trzecie miejsce zajął Koreańczyk o nicku „Che0nsu”. Następnie turniej w Heroes of the Storm wygrała koreańska drużyna Ballistix, pokonując 3:1 europejską ekipę Fnatic. Natomiast ostatnim z turniejów były pierwsze zorganizowane mistrzostwa w Overwatch, które wygrała ekipa z Korei Południowej, pokonując Rosję 4:0.
Na ceremonii zamknięcia dyrektor ds. rozwoju Frank Pearce podsumował wydarzenia z konferencji i podziękował wszystkim za przybycie. Następnie wystąpił amerykański muzyk i parodysta „Weird Al” Yankovic. Ponadto podczas imprezy z okazji 25-lecia Blizzarda wystąpił DJ Kristian Nairn, który jest również aktorem odgrywającym postać Hodora w serialu HBO pt. Gra o tron.

## BlizzCon 2017
13 marca 2017 roku zapowiedziano, że jedenasta edycja BlizzConu odbędzie się w dniach 3 i 4 listopada tegoż samego roku, tradycyjnie w Anaheim Convention Center w Anaheim w Kalifornii.
Cena standardowego biletu na imprezę pozostała bez zmian i ponownie wynosiła 199$ za dwa dni konferencji. Bilety będą sprzedawane w dwóch turach, 6 i 8 kwietnia 2017 roku. Z kolei 13 kwietnia odbędzie się sprzedaż biletów na kolację zorganizowaną na rzecz szpitala CHOC Children’s w hrabstwie Orange w Kalifornii. Wejściówka tak samo jak w latach poprzednich, będzie kosztowała 750$. Sprzedaż biletów będzie odbywała się podobnie jak w roku poprzednim za pośrednictwem usługi internetowej Universe. Ze względu na otwarcie nowej hali w Anaheim Convention Center firma Blizzard udostępniła większą ilość biletów na imprezę, które trafią do sprzedaży 5 lipca 2017 roku. W późniejszym czasie będzie można również nabyć „wirtualny bilet”, umożliwiający oglądanie przez internet wszystkich głównych wydarzeń na BlizzCon i zakup torby z upominkami.
Wśród wydarzeń na BlizzCon 2017 zapowiedziano również finały rozgrywek organizowanych przez Blizzarda, w tym: StarCraft II World Championship Series Global Finals 2017.